# Anakaputhur
Anakaputhur (o Anakaputtur) è una suddivisione dell'India, classificata come town panchayat, di 31.733 abitanti, situata nel distretto di Kanchipuram, nello stato federato del Tamil Nadu. In base al numero di abitanti la città rientra nella classe III (da 20.000 a 49.999 persone).

## Geografia fisica
La città è situata a 12° 58' 58 N e 80° 7' 35 E e ha un'altitudine di 20 m s.l.m..

## Società

### Evoluzione demografica
Al censimento del 2001 la popolazione di Anakaputhur assommava a 31.733 persone, delle quali 16.038 maschi e 15.695 femmine. I bambini di età inferiore o uguale ai sei anni assommavano a 3.747, dei quali 1.929 maschi e 1.818 femmine. Infine, coloro che erano in grado di saper almeno leggere e scrivere erano 23.545, dei quali 12.776 maschi e 10.769 femmine.